# Thomas Dornseifer
Thomas Dornseifer (* 26. April 1961 in Siegen) ist ein deutscher römisch-katholischer Priester, Domkapitular sowie  einer von zwei Generalvikaren im Erzbistum Paderborn.

## Leben
Thomas Dornseifer wurde 1961 in Siegen geboren und wuchs in Wenden im Sauerland auf. 1980 trat er in das Collegium Leoninum ein und studierte an der Theologischen Fakultät Paderborn sowie an der Rheinische Friedrich-Wilhelms-Universität Bonn Theologie und Philosophie. Am 6. Juni 1987 empfing er im Paderborner Dom das Sakrament der Priesterweihe. Er war von 1987 bis 1991 Vikar in der Pfarrei St. Pankratius in Gütersloh sowie anschließend Dekanatsjugendseelsorger in Gütersloh. 1991 wurde er Vikar der Pfarrei St. Michael und St. Johannes Baptist in Brakel und übernahm zudem das Pfarrvikariat in Brakel-Riesel sowie die Leitung der Dekanatsjugendseelsorge. 1994 wurde Dornseifer Regionalvikar in der damaligen Seelsorgeregion Östliches Ruhrgebiet und war gleichzeitig Seelsorger in Dortmund-Marten. Von 1996 bis 2001 engagierte er sich zudem als Präses des Diözesanverbandes der Katholischen Frauengemeinschaft und parallel bis 1999 Subsidiar der Pfarrei St. Dionysius in Altenbeken-Buke.
1999 erfolgte die Ernennung zum Paderborner Domvikar und 2002 die Ernennung zum Wirklichen Geistlichen Rat. Kurz darauf übernahm Dornseifer den Vorsitz des Diözesan-Caritasverbandes Paderborn. Im gleichen Jahr ernannte ihn Papst Johannes Paul II. zum Päpstlichen Ehrenkaplan (Monsignore). Erzbischof Hans-Josef Becker berief ihn 2003 zum Domkapitular. 2004 wurde Dornseifer die Leitung des Bereichs Pastorale Dienste sowie das Amt des Stellvertretenden Generalvikars im Paderborner Ordinariat übertragen. 2012 wurde Dornseifer von Papst Benedikt XVI. zum Päpstlichen Ehrenprälat (Prälat) ernannt.
Am 1. April 2021 übernahm Thomas Dornseifer die hauptamtliche Leitung des Bereichs Personale Dienste im Generalvikariat Paderborn. Am 5. Oktober 2022 erfolgte nach dem Rücktritt von Erzbischof em. Hans-Josef Becker die Ernennung durch Diözesanadministrator Michael Bredeck zu seinem ständigen Vertreter für die Zeit der Sedisvakanz. Erzbischof Udo Markus Bentz ernannte ihn am 10. März 2024 zusammen mit Michael Bredeck zum Generalvikar des Erzbistums Paderborn.